# Fangio Buyse
Fangio Buyse (27 september 1974) is een Belgisch voormalig voetballer en huidig voetbaltrainer.

## Carrière
Buyse genoot z'n jeugdopleiding bij KSV Waregem, waar hij z'n debuut maakte in eerste klasse. Nadat hij er vijf jaar in het eerste elftal had gespeeld, stapte hij in 1998 over naar het Griekse Niki Volos FC. Hij speelde in Griekenland ook nog bij Athinaikos, AO Kerkyra, Agios Dimitrios FC en Acharnaikos FC. In 2006 trok hij naar Cyprus en met Akritas Chlorakas. Na zijn spelersloopbaan werd hij trainer op Cyprus.